# Communauté de communes de la Vallée de Kaysersberg
Die Communauté de communes de la Vallée de Kaysersberg ist ein französischer Gemeindeverband mit der Rechtsform einer Communauté de communes im Département Haut-Rhin in der Region Grand Est. Sie wurde am 29. Dezember 1995 gegründet und umfasst acht Gemeinden im Gebiet nordwestlich von Colmar. Der Verwaltungssitz befindet sich in der Commune nouvelle Kaysersberg Vignoble.

## Mitgliedsgemeinden
| Gemeinde                                           | Einwohner 1. Januar 2022 | Fläche km² | Dichte Einw./km² | Code INSEE | Postleitzahl |
| -------------------------------------------------- | ------------------------ | ---------- | ---------------- | ---------- | ------------ |
| Ammerschwihr                                       | 1.594                    | 19,66      | 81               | 68005      | 68770        |
| Fréland                                            | 1.297                    | 19,74      | 66               | 68097      | 68240        |
| Katzenthal                                         | 517                      | 3,50       | 148              | 68161      | 68230        |
| Kaysersberg Vignoble                               | 4.391                    | 35,45      | 124              | 68162      | 68240        |
| Labaroche                                          | 2.174                    | 13,44      | 162              | 68173      | 68910        |
| Lapoutroie                                         | 1.872                    | 21,12      | 89               | 68175      | 68650        |
| Le Bonhomme                                        | 753                      | 21,98      | 34               | 68044      | 68650        |
| Orbey                                              | 3.445                    | 46,02      | 75               | 68249      | 68370        |
| Communauté de communes de la Vallée de Kaysersberg | 16.043                   | 180,91     | 89               | –          | –            |